# Roger Bastide
Roger Bastide (Nîmes, 1º aprile 1898 – Maisons-Laffitte, 10 aprile 1974) è stato un sociologo e antropologo francese.

## Biografia
Ha insegnato filosofia morale all'Università di Tolosa, quindi etnografia sociale e religiosa alla Sorbona di Parigi, nonché è stato direttore di studi alla VI sezione dell'École pratique des hautes études di Parigi.
Bastide pone l'accento sulle dinamiche tipiche della società coinvolte in fenomeni di forte e prolungato contatto culturale; come Georges Balandier parla di una doppia causa di cambiamento: interna (un cambiamento che avviene all'interno della società ed è frutto delle sue contraddizioni) ed esterna (per Bastide è la pressione che il passato coloniale può esercitare sul presente.)
Per questo motivo la ricerca antropologica non dovrà limitarsi allo studio della considerazione del presente di una società, bensì osservare la situazione globale in cui confluiscono presente, passato e futuro. 
Studiando le comunità dei discendenti degli ex schiavi africani in Brasile inaugura la sociologia della malattia mentale; questa ha origine dallo sradicamento culturale e chi è affetto da questa patologia presenta un'affezione maniacale alla religione d'origine di fatto, sviluppando un meccanismo di difesa, così la bastardizzazione culturale forma un conflitto fra più culture diverse.
Si occupa delle religioni sincretiche nate dall'incontro fra religioni originarie africane con quelle americane e cristiana. Queste religioni nascono dall'incorporazione di simboli, idee e credenze estranee alla religione africana, considerata tuttavia autentica.
In Memoria collettiva e sociologia del bricolage («Mémoire collective et sociologie du bricolage», L'Année sociologique, 1970, ripreso in Bastidiana, 1994) l'antropologo analizza il funzionamento di questi culti. Generalmente essi si appellano ad uno sradicamento collettivo, che ha generato l'impossibilità dell'esistenza di un'unica identità; per colmare questo vuoto devono mischiare i vari elementi originari e qualora non diano un risultato soddisfacente, prendere alcuni elementi da altre tradizioni comuni, bianche o indigene, attribuendo ad esse un nuovo significato.
Questa analisi ha dato l'occasione all'autore di coniare il termine "acculturazione" con la prospettiva dinamista, che ha l'obbligo morale di instaurare un rapporto di cooperazione fra l'osservatore e l'osservato, al fine di comprendere i valori, i conflitti e le rappresentazioni.

## Opere in italiano
- Il Brasile, Milano: Garzanti, 1964
- Usi e significati del termine struttura nelle scienze umane e sociali (a cura di), Milano: Bompiani, 1965
- Le Americhe nere. Le culture africane nel Nuovo Mondo, prefazione di Vittorio Lanternari, Firenze: Sansoni, 1970
- Noi e gli altri. I luoghi di incontro e di separazione culturali e razziali, Milano: Jaca Book, 1971
- Sociologia e psicanalisi, Bari: Dedalo, 1972
- Antropologia applicata, Torino: Boringhieri, 1975
- Sociologia e psicologia del misticismo, Roma: Newton Compton, 1975
- Sogno, trance e follia, Milano: Jaca Book, 1976
- Schiava. La donna di colore in America Latina (a cura di), Milano: Mazzotta, 1977
- Colonialismo e neocolonialismo, vol. 19 di Henri-Charles Puech (a cura di), Storia delle religioni, Roma-Bari: Laterza, 1978
- Il sacro selvaggio e altri scritti, prefazione di Henri Desroche, Milano: Jaca Book, 1979
- Sociologia delle malattie mentali, Firenze: La Nuova Italia, 1981
- Memoria collettiva e sociologia del bricolage, a cura di Teresa Grande, Roma: Armando, 2013